# FC Red Bull Salzburg
O FC Red Bull Salzburg, normalmente em português Salzburgo, é uma equipe de futebol austríaca, fundada em 6 de abril de 2005, sediada em Salzburgo, ligada à multinacional de bebidas energéticas Red Bull.

## História

### SV Austria Salzburg
O clube foi fundado em 13 de setembro de 1933 como SV Austria Salzburg. Seus melhores resultados foram três vice-campeonatos da Copa da Áustria.

### SV Casino Salzburg
Em 1978, mudou o nome para SV Casino Salzburg e foi Campeão Austríaco em 1993-1994, 1994-1995 e campeão da Supercopa da Áustria em 1994. Além disso, obteve o vice-campeonato da Copa da UEFA também em 1994.

### SV Wüstenrot Salzburg
Em 1997, mudou novamente de nome para SV Wüstenrot Salzburg. Foi Campeão Austríaco na temporada 1996-1997 e vice-campeão da Copa da Áustria de Futebol em 2002.

### "Red Bull" Salzburg
Em 6 de abril de 2005, a companhia multinacional de bebidas energéticas Red Bull comprou a equipe e, novamente, o clube teve o nome mudado para RB Salzburg, que mantém até hoje. A injeção de dinheiro aplicada pelo seu novo proprietário surtiu logo efeito com a conquista do título nacional da temporada 2006-2007, o vice-campeonato em 2007-2008 e o bicampeonato nas temporadas 2008-2009 e 2009-2010 e nova vitória na temporada 2011-2012. Conquistou a Copa da Áustria na temporada 2011-2012. Na temporada 2017-2018, foi eliminado nas semifinais da Liga Europa da UEFA de 2017–18, além de ser campeão do Campeonato Nacional. Para poder jogar as competições europeias, o escudo do time teve que ser trocado, já que a UEFA assim como no caso do RB Leipzig, não permite os logotipos em escudos e nomes empresariais. A resolução foi um primeiro escudo improvisado, depois alterado para uma cópia do seu irmão de Leipzig, com o uso do FC no lugar do RB. 
Vale lembrar que o RB presente antes do nome do clube significa Rasen Ballsport (esporte com bola sobre o gramado, em alemão) já que a UEFA não permite o uso do nome da empresa no nome da equipe. RB Leipzig e RB Bragantino também compartilham do mesmo significado em relação ao RB.

## Títulos
| NACIONAIS | NACIONAIS            | NACIONAIS | NACIONAIS |
|           | Competição           | Títulos   | Temporadas |
| --------- | -------------------- | --------- | --- |
|           | Campeonato Austríaco | 17        | 1993-94, 1994-95, 1996-97, 2006-07, 2008-09, 2009-10, 2011-12, 2013-14, 2014-15, 2015-16, 2016-17, 2017-18, 2018-19, 2019-20, 2020-21, 2021-22 e 2022-23 |
|           | Copa da Áustria      | 9         | 2011-12, 2013-14, 2014-15, 2015-16, 2016-17, 2018-19, 2019-20, 2020-21 e 2021-22                                                                         |
|           | Supercopa da Áustria | 3         | 1994, 1995 e 1997 |

Outros Títulos
- UEFA Youth League: 2016-17

## Campanhas de destaque

### ComoSV Austria Salzburg

Escudo utilizado seguindo as regras da UEFA

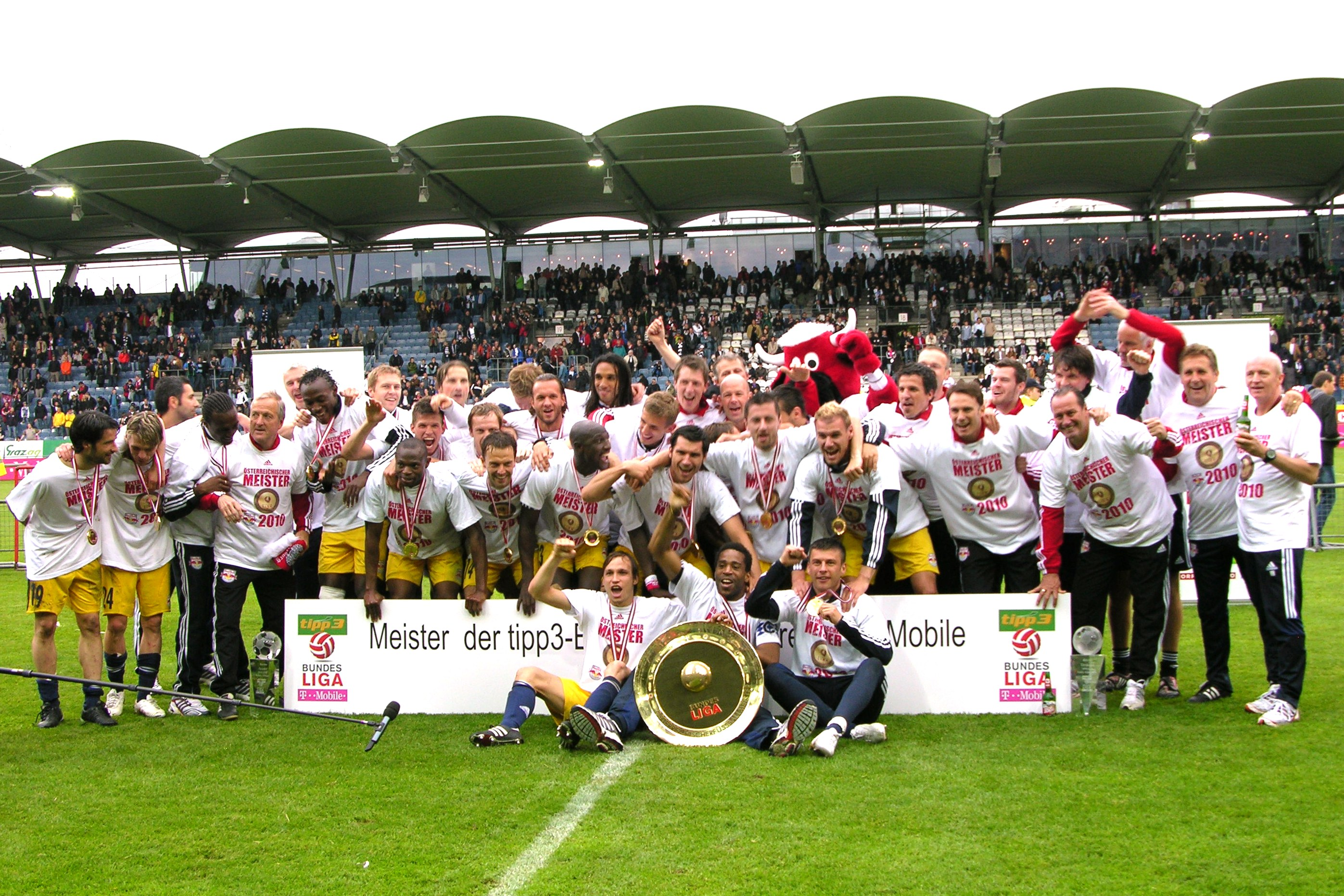
O RB Salzburg comemora a conquista da Bundesliga austríaca na temporada 2009-2010

- Copa da Áustria: 2º lugar - 1974, 1980, 1981

### Como SV Casino Salzburg
- Copa da UEFA: 2º lugar - 1994

### Como SV Wüstenrot Salzburg
- Copa da Áustria: 2º lugar - 2002

### Como RB Salzburg
- Campeonato Austríaco: 2º lugar - 2007-08, 2010-11
- Liga Europa da UEFA: 4° lugar - 2017-18

## Elenco atual
Última atualização: 10 de junho de 2025.

## Jogadores históricos

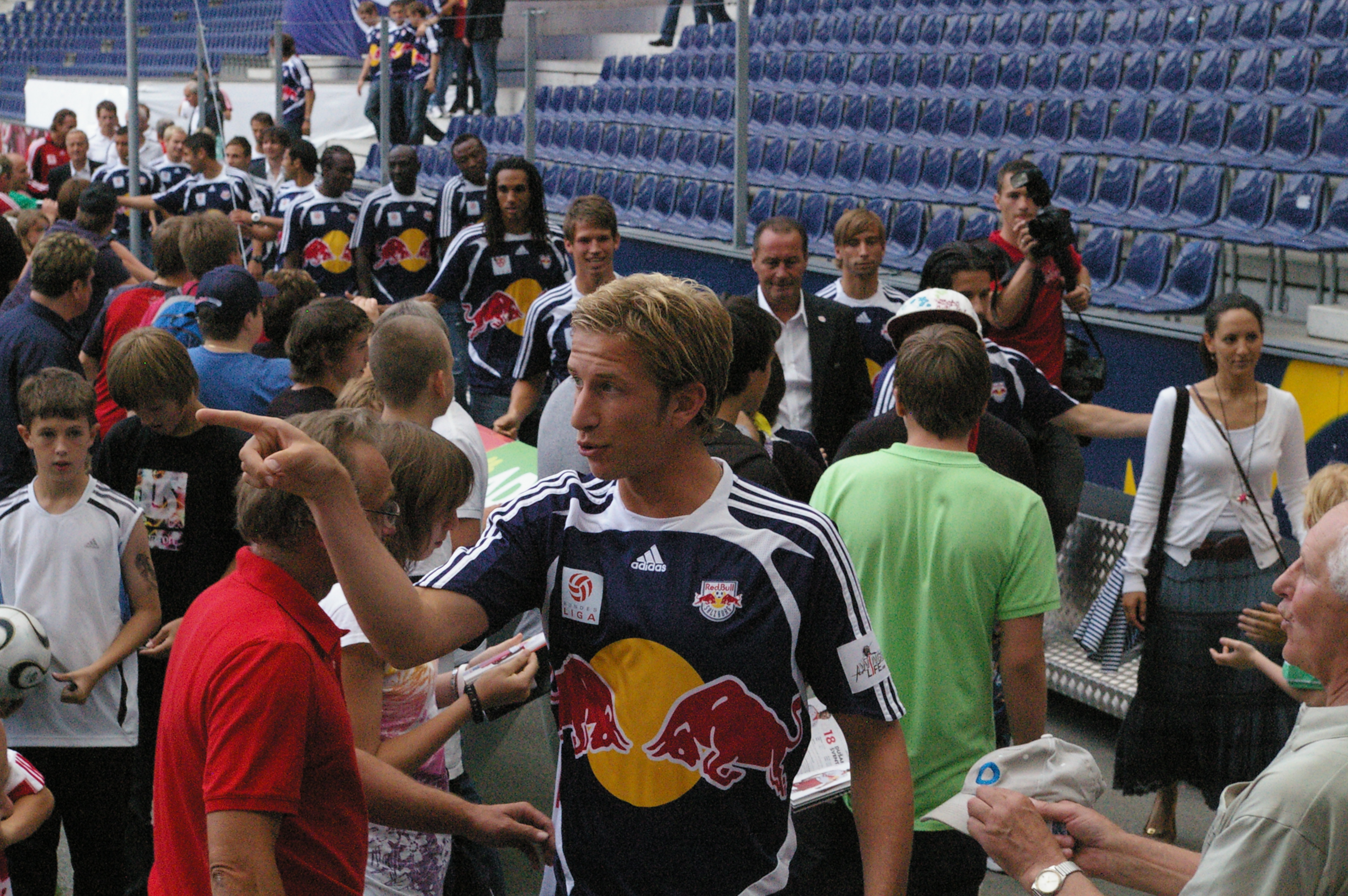
Marc Janko no Red Bull Salzburg durante a temporada 2009-2010 da Bundesliga austríaca

- Hans Krankl
- Marc Janko
- Toni Polster
- Alexander Zickler
- Oliver Bierhoff
- Erling Haaland
- Jonathan Soriano
- Alan
- / Alessandro
- Takumi Minamino
- Hee-chan Hwang
- Moanes Dabbur
- Sadio Mané

## Treinadores
| Austriacos - K. Bauer - Wache - Anton Janda - Ernst Schönfeld - Max Breitenfelder - Karl Sesta - Josef Graf - Gyula Szomoray - Günter Praschak - Franz Feldinger - Karl Humenberger - Erich Probst - Karl Vetter - Ignac Molnár - Günter Praschak - Karl Schlechta - Erich Hof - Günter Praschak - Alfred Günthner - Günter Praschak - Alfred Günthner - Rudolf Strittich - August Starek - Joszef Obert - Hannes Winklbauer - Adolf Blutsch - Hannes Winklbauer - Hermann Stessl - Heribert Weber - Hans Krankl - Miroslav Polak - Walter Hörmann - Manfred Linzmaier - Kurt Jara - Adolf Hütter | Estrangeiros - Michael Pfeiffer - Hans Reich - Kurt Wiebach - Peter Assion - Peter Assion - Roger Schmidt - Peter Zeidler - Thomas Letsch - Marco Rose - Lothar Matthäus - Josip Šikić - Otto Barić - Hans Backe - Lars Søndergaard - Nikola Jurčević - Giovanni Trapattoni - Co Adriaanse - Huub Stevens - Ricardo Moniz - Óscar García - Jesse Marsch |

## Uniformes

### 1º Uniforme
| 2020–2021 | 2019–2020 | 2018–2019 | 2017–2018 | 2016–2017 | 2015–2016 | 2014–2015 | 2013–2014 | 2012–2013 |

### 2º Uniforme
| 2020–2021 | 2019–2020 | 2018–2019 | 2017–2018 | 2016–2017 | 2015–2016 | 2014–2015 | 2013–2014 | 2012–2013 |

### 3º Uniforme
| 2020–2021 |  | 2019–2020 | 2018–2019 | 2017–2018 | 2016–2017 | 2015–2016 | 2014–2015 |

### Outros
| 2º Europa 2020–2021 | 2º Europa 2019–2020 | 2º Europa 2018–2019 | 2º Europa 2017–2018 |